# Silkeborg Len
Silkeborg Len blev oprettet efter reformationen i 1536 hvor Silkeborg Slot, som alt andet gods ejet af kirken, blev overtaget af kongen. Derefter blev hele jordtilliggendet omdannet til et kongeligt len – Silkeborg Len, som var datidens forvaltningsområde. Lensmanden var kongens lokale repræsentant og samtidig den øverste militære og civile myndighed – bl.a. skulle han inddrive skatter og afgifter fra fæstebønderne. Han boede på slottet og sørgede herfra for at opretholde lov og orden i hele lenet.
Ved enevældens indførelse i 1660 skete der en omfattende regulering af administrationsenhederne og "len" blev til "amt". Silkeborg Amt, der eksisterede frem til 1794.
Med Silkeborg Slot som centrum omfattede lenet følgende sogne og byer: Almind, Lysgård, Vium, Karup, Thorning, Sjørslev, Hørup, Levring, Vinderslev, Elsborg, Høbjerg, Grønbæk, Svostrup, Serup, Sejling, Lemming, Kragelund, Sinding, Balle, Funder, Gødvad, Hinge, Skorup, Tvilum, Gjern, Skannerup, Them, Linå, Vrads, Ejstrup, Nørre Snede, Klovborg, Hammer, Linnerup, Åle og Tørring. Silkeborg Len dækkede altså et område, der i størrelse minder om den nuværende Silkeborg Kommune og den tidligere Nørre-Snede Kommune.

## Eksterne kilder og henvisninger
- WikiSilkeborg (31. maj 2011) Arkiveret 3. juni 2011 hos  Wayback Machine
- Karl-Erik Frandsen: Atlas over Danmarks administrative inddeling efter 1660 (Dansk Historisk Fællesforening 1984)